# Filatorium

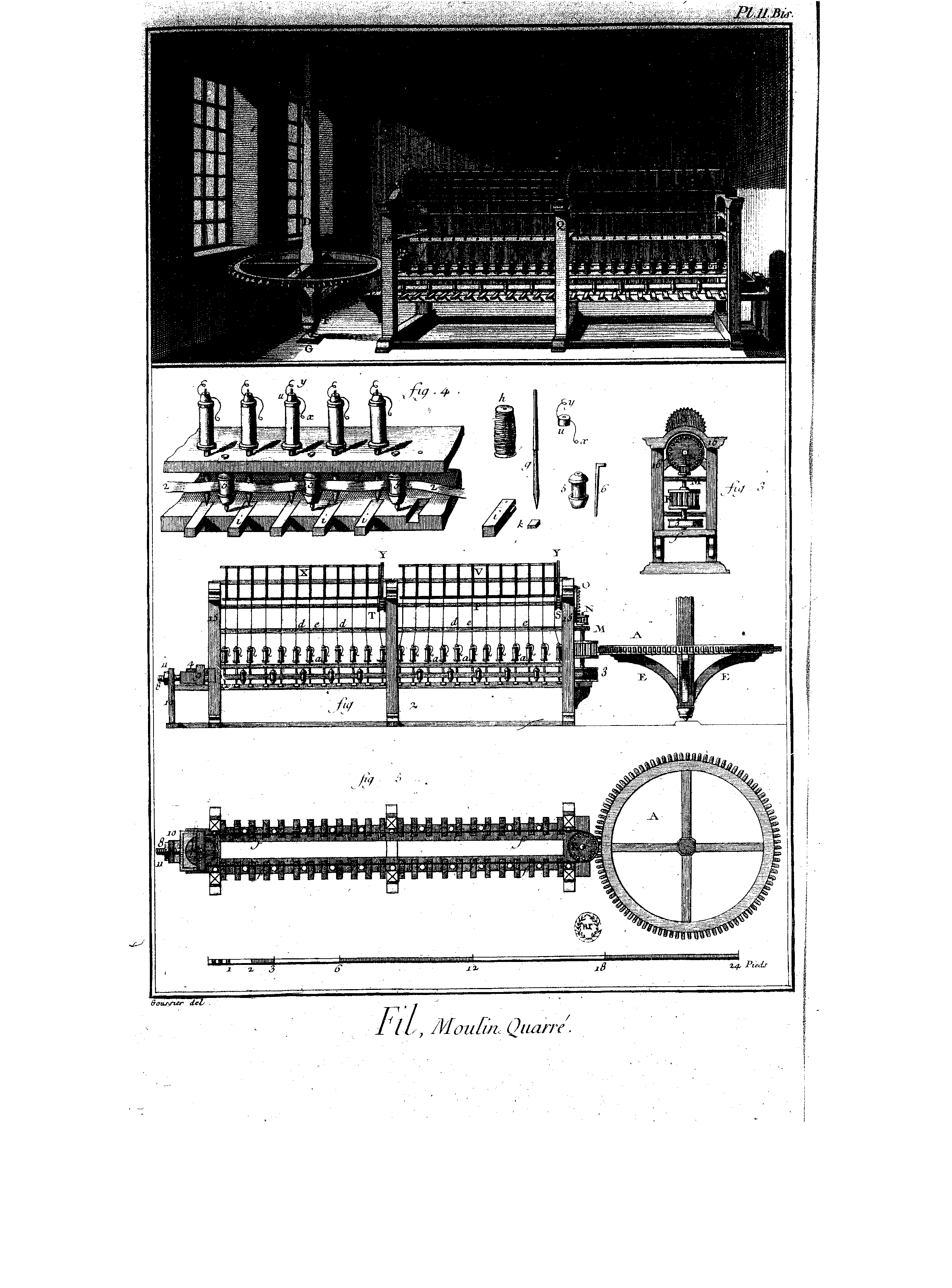
Schematický nákres filatoria (z Diderotovy Encyklopedie)

Filatorium je historické mechanické zařízeni ke skaní hedvábí.
Filatorium je považováno za jeden z nejstarších textilních strojů a za jeden z prvních mechanizmů poháněných vodním kolem. Původ filatoria není známý.

## Historie
V Evropě pochází nejstarší písemná zmínka o jeho existenci z jednoho slovníku v roce 1221, k praktickému použití většího počtu strojů  došlo v italském městě Lucca v roce 1272. Bylo to první známé zařízení k současnému skaní několika nití vedle sebe, které znamenalo značné zvýšení produktivity i jakosti skaní oproti dosavadní výrobě na kolovratu. Filatorium v Lucce bylo pravděpodobně poháněno ručně, teprve asi o sto let později se začaly v Boloni tyto stroje stavět zvětšené, s pohonem vodním kolem. V roce 1393 jich tam bylo instalováno 16, do roku 1683 se jejich počet zvýšil na 353. 

První stroje sestávaly (pravděpodobně) z jedné řady vřeten a motáků. S postupem doby se řadily operace soukání, družení a skaní hedvábných nití s pohonem přes centrální hřídel v okrouhlé formě nad sebou tak, že vzniklo obrovské soustrojí s výškou několika desítek metrů. To se dalo instalovat jen v několikaposchoďové budově. Za nejznámější projekt tohoto druhu je považována skárna v anglickém Derby z roku 1722. V budově 33 m vysoké tam bylo na ploše 19x9 metrů instalováno dvakrát osm skupin soukacích, sdružovacích a skacích strojů. Provoz této továrny je považován za celosvětový začátek průmyslové výroby textilií.
Začátky použití filatoria byly zaznamenány např. ve Francii v roce 1470, v Rakousko-Uhersku 1540, ve Švýcarsku 1557, v Německu (Norimberk) v roce 1580, v Nizozemsku 1680.  Český chovatel bource morušového hrabě Harbuval-Chamaré nechal koncem 18. století ve východočeském Potštejně také  instalovat jedno filatorium. (O osudu tohoto projektu není nic známo). V roce 1788 se v italském Mandello začaly instalovat hedvábnické stroje v jedné rovině (výhody oproti filatoriu).

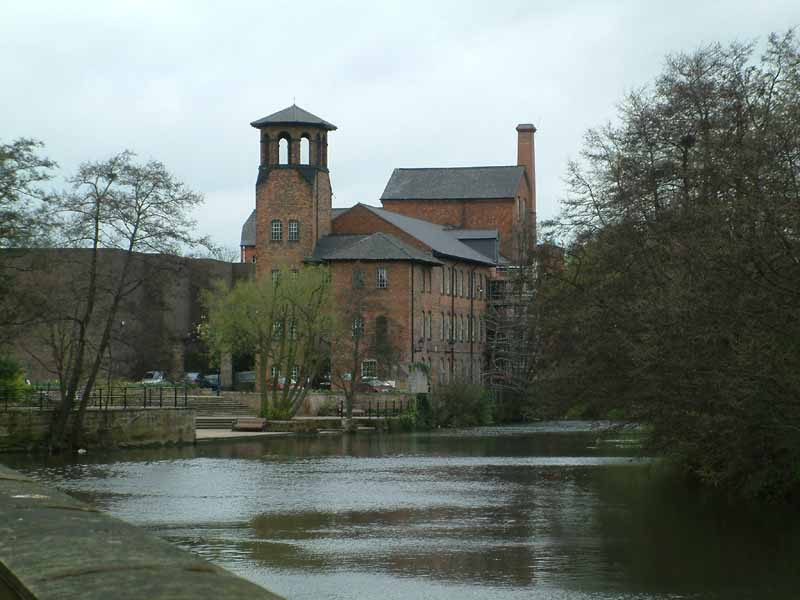
Budova bývalé skárny na řece Derwentu v Derby

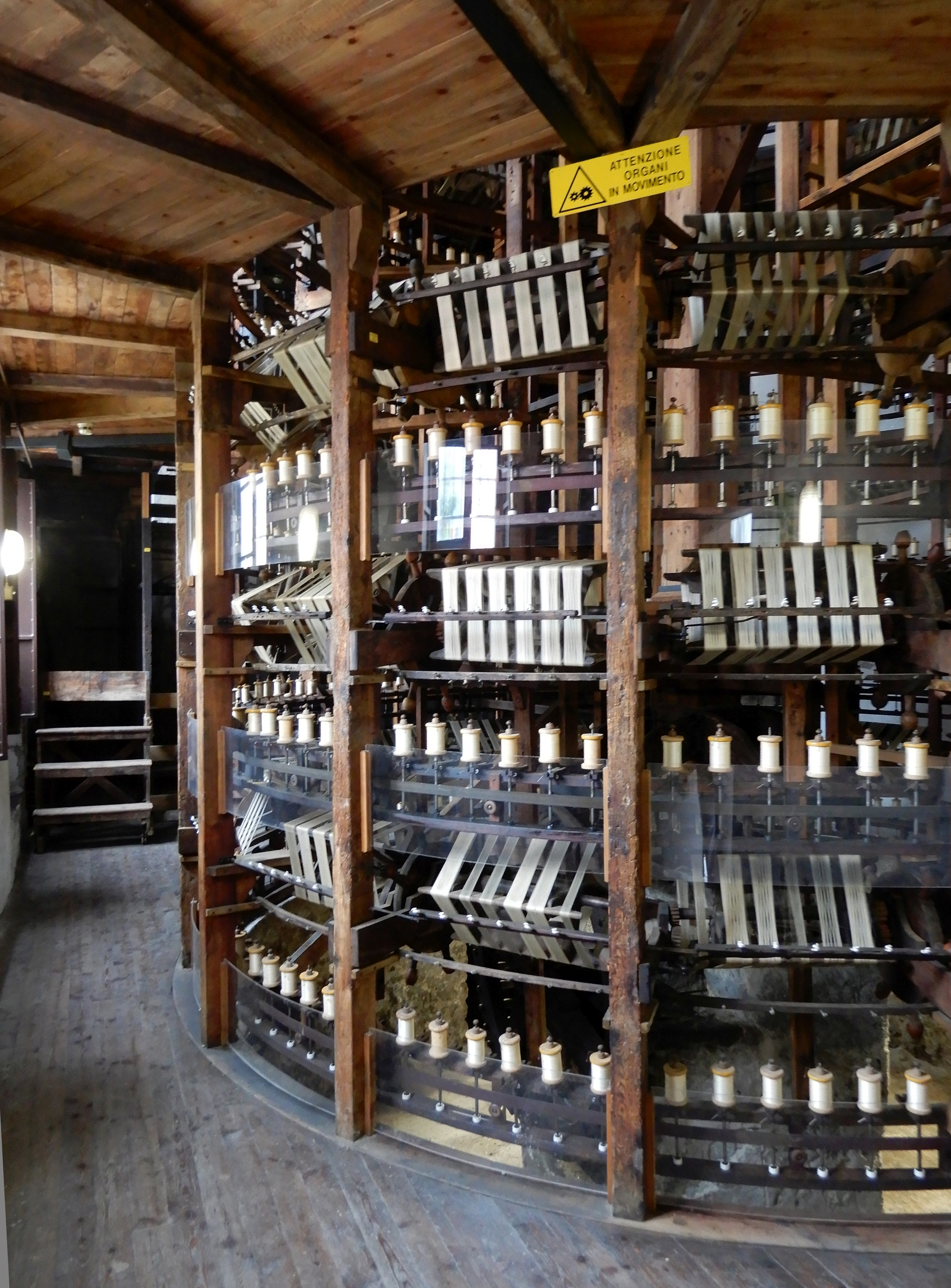
Filatorium z roku 1818 poháněné vodním kolem (muzeum v italském Abbadia Lariana)

## Princip skaní na filatoriu
Na stroji se v dolní části odvíjejí z cívky 2–3 sdružené hedvábné niti, procházejí vodičem (křídlem) ve tvaru S a namotávají se na naviják umístěný nad vodičem. Protože se vodič otáčí rychleji než viják, procházející niti se vzájemně zakrucují.
Na stroji se vyrábělo současně až 240 skaných nití s výkonem až padesátinásobným oproti ručnímu skaní.

## Nejstarší popisy
V nejstarší podobě se stroj nezachoval. Známé jsou jen podrobné popisy a nákresy historických konstrukcí.
Např. v roce 1335 popsal neznámý úředník filatorium, které přišlo do dražby: Na pevném dřevěném podstavci se nachází  ve dvou etážích nad sebou po 100-120 kovových vřeten seřazených do kruhu o průměru 5,5 m. Vřetena (14,5 cm vzájemně vzdálená) dostávají otáčivý pohyb od  kruhových segmentů potažených kůží. Na stroji se několikanásobně družily a skaly hedvábné niti, obsluha (údajně) 1 osoba, výkon 80 000 m/hod.
Mechanismus s převody ozubeného kola poháněného mlýnským kolem se dochoval v kresbě Leonarda da Vinci. Přesné popisy v knize Victoria Zonzy z italské Padovy pocházejí z roku 1607.. Nejlepší výrobní popisy filatorií s rytinami přinesla první Francouzská encyklopedie z let 1771-1776, která věnovala celý jeden svazek hedvábnictví (Soierie).

## Dochované příklady
Dochovala se dřevěná filatoria s železnými součástkami. Nejstarším příkladem je skárna v britském Derby, následují filatoria z první poloviny 19. století v muzeích hedvábnictví ve Francii (Lyon), v severoitalských muzeích v Abbadia Lariana (1818) nebo v Garlate u jezera Como (1841) a v jihoitalském San Leucio.
V Itálii bylo koncem 18. století na filatoriích zaměstnáno až 60 tisíc lidí. V Piemontu se uváděl roční výkon na jednoho dělníka s 50 kg skané příze. Filatorim obsluhovaly většinou ženy organizované v kolonách. Např. v 17členné koloně pracovaly: 3 na první pasáži skaní, 1 při druhém skaní, 6 soukařek a 7 mistrových zodpovědných za sdružování příze.